# 산드라 파뇨스
산드라 파뇨스 가르시아비야밀(스페인어: Sandra Paños García-Villamil, 1992년 11월 4일 ~ )은 스페인의 여자 축구 선수로, 포지션은 골키퍼이다. 현재 스페인 프리메라 디비시온 페메니나의 FC 바르셀로나 페메니에서 활동하고 있다.